# Proinsias De Rossa

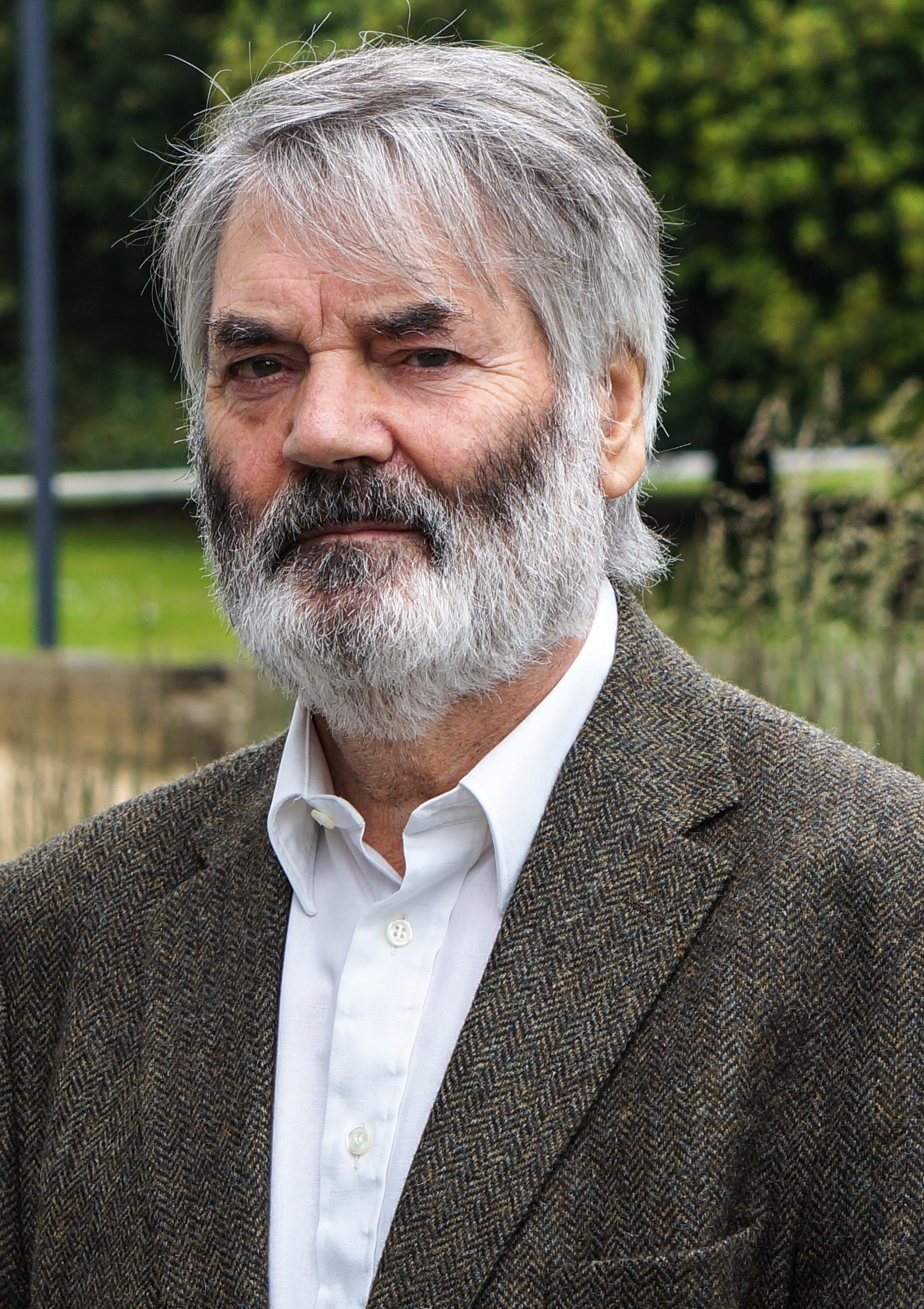
Proinsias De Rossa

Proinsias De Rossa (* 15. Mai 1940 in Dublin) ist ein irischer Politiker und war zuletzt von 1999 bis 2012 Mitglied des Europäischen Parlaments. Dort gehört er der Fraktion der Sozialdemokratischen Partei Europas an.
De Rossa wurde Februar 1982 für die Sinn Féin the Workers Party in den 23. Dáil Éireann gewählt. Kurze Zeit später wurde die Partei in Workers’ Party umbenannt. De Rossa wurde insgesamt fünfmal wiedergewählt und gehörte dem Dáil Éireann bis 2002 an.
Nachdem es im Jahr 1992 zu Auseinandersetzungen innerhalb der Partei bezüglich Parteimitgliedern, die ebenfalls der Official IRA angehörten, gekommen war, was eine permanente Belastung für die Partei war, versuchte die Parteispitze, vor allem De Rossa, der seit 1988 Parteivorsitzender war, die Statuten der Partei insoweit zu verändern, dass mutmaßliche Mitglieder der OIRA aus Partei ausgeschlossen werden könnten. Auch sollten die Strukturen der Partei reformiert werden. Als nun dieser Versuch scheiterte, da keine Zwei-Drittel-Mehrheit erreicht worden war, traten viele Führungspersönlichkeiten, einschließlich sechs der sieben Parteimitglieder im Dáil Éireann, unter ihnen auch De Rossa aus der Workers’ Party aus, und gründeten die Democratic Left. De Rossa wurde zum ersten Vorsitzenden der neuen Partei gewählt und war damit ab dem 27. Dáil Éireann einer der Abgeordneten der Democratic Left im Parlament. Nachdem 1994 die Koalition aus Fianna Fáil und Irish Labour Party zerbrochen war, kam es zu einer neuen Regierungskoalition, bestehend aus der Fine Gael, der Labour Party und der Democratic Left. De Rossa wurde in dieser Regierung vom 15. Dezember 1994 bis zum 26. Juni 1997 Minister für Soziales. Schlechte Wahlergebnisse bei den Dáil-Wahlen 1997 führten dazu, dass sich die Partei 1999 mit der Labour Party zusammenschloss. Ruairi Quinn behielt sein Amt als Vorsitzender der Partei, und De Rossa wurde symbolisch Parteipräsident, was er bis 2002 blieb.
Im Jahr 1999 wurde De Rossa für die Labour Party in das Europäische Parlament gewählt und gehört ihm seitdem an. Bereits von 1989 bis 1992 war er für die Workers’ Party, und dann auch kurzzeitig für die Democratic Left, Mitglied des Europäischen Parlaments gewesen; dort hatte er bis 1991 der Koalition der Linken angehört. De Rossa legte sein Mandat jedoch 1992 nieder, und Des Geraghty, der Generalsekretär der Democratic Left, rückte für ihn nach. Von 1999 bis 2004 war er Stellvertretender Vorsitzender der Sozialdemokratischen Partei Europas. De Rossa war auch Mitglied des Europäischen Verfassungskonvents (2002–2003).
Im Februar 2012 legte er sein Mandat im Europäischen Parlament nieder. Die Dubliner Stadträtin Emer Costello rückte für ihn nach.